# 拉爾梅塔斯 (亞利桑那州)
拉爾梅塔斯（英語：Rare Metals）是位於美國亞利桑那州可可尼諾縣的一個非建制地區。該地的面積和人口皆未知。

## 地理
拉爾梅塔斯的座標為36°08′58″N 111°08′11″W / 36.14944°N 111.13639°W，而該地的平均海拔高度為1577米（即5174英尺）。